# НК-33
НК-33 (11Д111) е ракетен двигател, разработен в периода 1960 – 1970 г. от „СНТК им. Н.Д. Кузнецова“. Обозначението „НК“ е получено от инициалите на главния проектант – генерал Николай Дмитриевич Кузнецов. Били са предназначени за ракетата Н-1, част от злополучната Лунна програма на СССР.

## История
КБ Кузнецов (старо название ОКБ-276) се намира в г. Самара (Куйбишев), разработва и произвежда мощни реактивни и винтови газотурбинни самолетни двигатели. Работа по реактивни ракетни двигатели започва през май 1959 г., разработвайки в 1960 г. двигателя НК-9. През същата година по инициатива на Сергей Корольов в ОКБ-276 започват конструкторски проработки по ЖРД за новата ракета Н1. Разгледани са три варианта кислород/керосинови двигатели с тяга 150, 300 и 600 т.по закрит цикъл и налягане в горивната камера от 15 МПа. След проведения анализ е било прието решение за използване на двигатели с тяга 150 т. Главна причина за това е била невъзможността за производство на крупногабаритни детайли за двигателите с тяга 300 и 600 т на съществуващата производствена база.

### НК-15
През 1961 г. ОКБ Кузнецов пристъпило към разработка на ЖРД за ракетата Н1: двигател за първа степен НК-15 (11Д51), втора степен НК-15В (11Д52), трета степен – НК-19 (11Д53), и четвърта степен – НК-21 (11Д54).(Двата последни са модификации на двигателя НК-9). Заданието е изпълнено в рекордно кратък срок и в 1967 г. – НК-15 (11Д51) успешно преминава стендовите изпитания. Корольов е удовлетворен от уникалните параметри на двигателите, превъзхождащи конкурентните кислородно-керосинови двигатели F-1 на американската ракета „Сатурн-5“. Специфичният импулс на НК-15 е 294 с, а на F-1 266 с. За да получи такива показатели Кузнецов е бил принуден да повиши налягането в горивната камера до 150 атм., докато при F-1 налягането е само 70 атм. Новите двигатели са едноразови и се тестват по авиационна схема-на партиди. Следват няколко аварии с тежки последици. Неуспехите не обезсърчават амбициозния Кузнецов и той решава да разработи нов многоресурсен двигател на базата на вече постигнатото.

### НК-33
Двигателя НК-33 е усъвършенствана версия на НК-15, с тяга 154 тс. Първите огневи изпитания на НК-33 са през април 1970 г. Планиран е за замяна на НК-15, използван в ракетата Н-1. До 1974 г.са произведени около 120 двигателя НК-33 и НК-43(вариант на НК-33 за втора степен). След четирите изпитателни полета на H-1, които са аварийни, работата по ракетата е била прекратена, а двигателите остават на склад. Цялата съветска лунна програма е строго секретна чак до 1989 г. Едва през 90-те години старият вече генерал Кузнецов успява да издейства представяне на НК-33 в изложба, и предизвиква колосален интерес. Появяват се различни проекти за употреба на НК-33: „Союз-2“, „Аероджет“ и други.

## Конструкция
Многоразовия двигател НК-33 използва едновалова схема със закрит цикъл при гориво RP-1 (керосин) и течен кислород като окислител. Няма монтирани рулеви камери, нито подвижно сопло – по начало в „Н-1“ за управление по тангажа и крена се използвал метода разнотяг. При НК-33 за пръв път (в ракетна техника) са приложени авиационните принципи за компактно конструиране, които изключват многочислените външни тръбопроводи, а благодарение на новите решения, се обезпечава високата му надежност и многоразовост. В сравнение с другите двигатели от този клас НК-33 е най-лек..

### Сравнителни данни на NK-33 и NK-43
| Име                         | NK-33    | NK-43    |
| --------------------------- | -------- | -------- |
| Тяга (на морското равнище)  | 1505 kN  | —        |
| Тяга (Във вакуум)           | 1638 kN  | 1750 kN  |
| Маса                        | 1235 kg  | 1473 kg  |
| Дължина                     | 3,7 m    | 5 m      |
| Диаметър                    | 2 m      | 2,5 m    |
| Гориво                      | LOX/RP-1 | LOX/RP-1 |
| Съотношение на смесване     | 2,6:1    | 2,6:1    |
| Налягане в горивната камера | 145 bar  | 145 bar  |
| Специфичен импулс           | 297s     | 346s     |
| Съотношение в дюзите        | 27:1     | 80:1     |

## Модификации на НК-33

### НК-33А
НК-33А – разработена от СНТК им. Н.Д. Кузнецова модификация на НК-33. Използва се в първата степен на ракетата Союз-2-1в. Първия пуск на „Союз-2.1в“, е в края на 2013 г.и е успешен. Леката ракета „Союз-2.1в“ в бъдеще трябва да замени конверсионните ракети „Рокот“ и „Днепър“.

### AJ-26
AJ-26 – разработена от компанията Аероджет и лицензирана в САЩ модификация на НК-33 за американски ракети-носители (Antares). През 1993 г. между СНТК Н.Д. Кузнецов и американската компания Aerojet е сключен договор за покупката на 47 двигателя НК-33 и НК-43 от запасите, които са съхранени в Самара, при цена около 1 млн. долара за изделие. На закупените НК-33 е добавена американска електроника, подменени са всички уплътнения, и са дооборудвани с карданен шарнир за управление (подобно на НК-33-1). Първият полет на ракетата Антарес, оборудвана с два двигателя AJ-26 е през 21.04.2013 година и е успешен. По този повод в САЩ е създаден документалния филм „Ракетата която дойде от студа“.